# Marie Gaudin

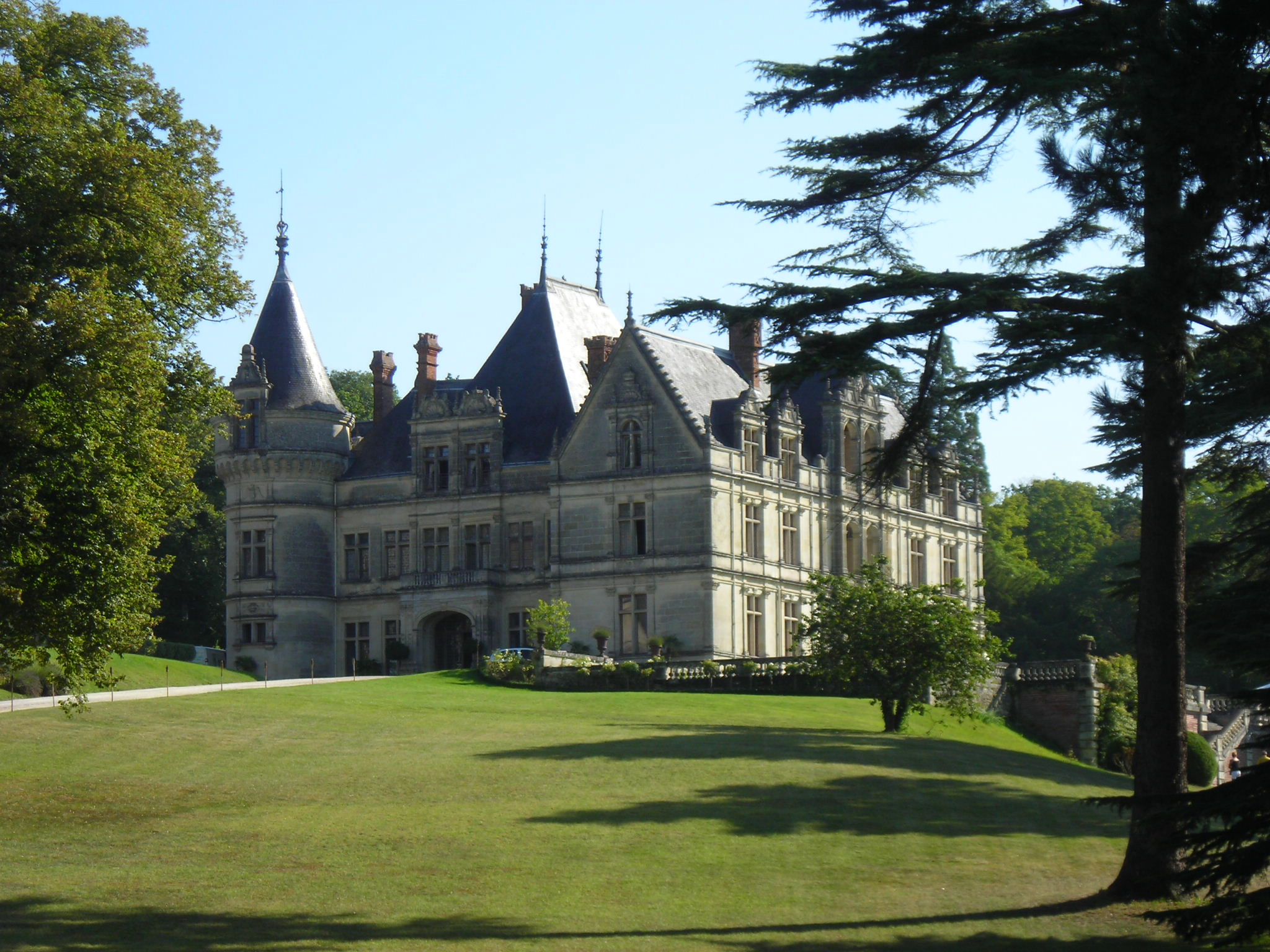
Le château de la Bourdaisière, demeure familiale de la famille Gaudin, tel qu'il a été reconstruit vers 1520 par Philibert Babou, l'époux de Marie Gaudin.

Marie Gaudin, née en 1490 ou 1495 et morte en 1580, est une courtisane française.

## Biographie
Marie Gaudin est la fille de Victor Gaudin, argentier de la reine, et d'Agnès Morin, dame des Ralluères. Elle est la petite-fille du maire de Tours Jehan Gaudin et la nièce du maire Nicolas Gaudin.
Marie Gaudin, qui passait pour la plus belle femme de son temps, a été la première maîtresse de François Ier, de Charles Quint ainsi que la maîtresse du pape Léon X. Elle et son mari Philibert Babou, lui-même trésorier de l'Épargne de François Ier, sont proches de la famille Médicis.
Lors de son entrevue à Bologne avec François Ier, le 11 décembre 1515, le pape Léon X lui offrit un diamant de grand prix, appelé depuis « diamant Gaudin »,, en souvenir des faveurs qu'elle lui avait accordées.
Elle servit d'autre part de modèle à la statue de la Vierge conservée dans l'église collégiale de Notre-Dame-de-Bon-Désir, entre Tours et Amboise. Sa pierre tombale est située à Saint-Denis à Amboise.

## Descendance
Marie Gaudin épouse Philibert Babou le 28 avril 1510 à Tours. Ils eurent huit enfants :
- Jean II Babou de La Bourdaisière (1511-1569), seigneur de Sagonne par acquisition en 1542, Grand-maître de l'Artillerie, marié en 1540 à Françoise Robertet, dame d'Alluye(s) au Perche-Gouët, avec qui il eut :
  - Françoise Babou de La Bourdaisière, laquelle eut de nombreux enfants de son mariage en 1559 avec Antoine d'Estrées :
    - Gabrielle d'Estrées (1573-1599)[9], maîtresse d'Henri IV, mère de César de Vendôme et ancêtre de Louis XV[10] ;
    - Angélique d'Estrées (1570-1634), religieuse, abbesse de Maubuisson,
    - Diane d'Estrées (1556-1618) qui épouse en 1599 le maréchal Jean de Montluc de Balagny
    - Julienne-Hippolyte d'Estrées (1575-1657) qui épouse Georges de Brancas, duc de Villars
    - François-Annibal Ier, maréchal-duc d'Estrées : Postérité, etc.

  - Marie, x 1560 Claude de Beauvilliers comte de Saint-Aignan, † 1583 à Anvers : Postérité
  - Isabelle/Isabeau dame d'Alluyes, x 1572 François d'Escoubleau de Sourdis : d'où les marquis de Sourdis et d'Alluyes
  - Georges
  - Jean III Babou, comte de Sagonne, † 1589 à Arques, etc.
- Jacques (1512-1532), évêque d'Angoulême en 1528-32 ;
- Philibert (1513-1570), évêque d'Angoulême en 1533-1562/1567, cardinal camerlingue en 1570 ;
- Léonor (mort en 1558), panetier du roi qui sera au siège de Thionville en 1558 ;
- François ;
- Claude Babou de La Bourdaisière (mort en 1590) ;
- Marie (née en 1524) mariée avec Bonaventure Gillier (mort en 1584), baron de Marmande ;
- Antoinette Babou de La Bourdaisière.